# Nona Reeves
Nona Reeves (Japans: ノーナ・リーヴス, Hepburn: Nōna Rīvusu), gestileerd als NONA REEVES, is een Japanse popgroep uit Tokio, opgericht in 1995 door de muzikanten Gota Nishidera, Kensuke Okuda en Shigeru Komatsu. De naam Nona Reeves is afgeleid van de respectievelijke voornaam en achternaam van Nona Gaye en Martha Reeves. In 1996 bracht Nona Reeves hun debuutalbum Sidecar uit op het onafhankelijke label Giant Robot, een divisie van Under Flower Records. In 1997 bracht Nona Reeves hun eerste grote single Golf uit nadat ze bij het Warner Music Japan label waren getekend.
Na getekend te zijn bij Warner bracht de groep consistent materiaal uit onder verschillende labels gedurende de jaren '90 en '00. In 2009, na hun elfde album Go stopte de groep tijdelijk vier jaar tot 2013 met de release van Pop Station. Nona Reeves is sinds 2014 consequent doorgegaan met het uitbrengen van nieuw opgenomen materiaal.

## Geschiedenis
Tijdens zijn kinderjaren was Gota Nisihidera geboeid door het werk van Michael Jackson en George Michael van Wham! Hij was een liefhebber geworden van de westerse pop van de jaren 80. Tijdens zijn middelbareschooltijd leerde Nishidera percussie- en koperinstrumenten te bespelen en tegen de tijd dat hij aan de Waseda Universiteit werd ingeschreven, was hij een bekwaam musicus geworden. Nishidera werd lid van een muziekkring bestaande uit talrijke bands en muzikanten die bekend stonden als Traveling Light. Tijdens deze periode begon Nishidera te werken aan zijn eigen soloproject dat hij Nona Reeves noemde. Het eerste project was een liedje getiteld Bird Song. Twee andere lokale muzikanten, Kensuke Okuda en Shigeru Komatsu, die ook tot Traveling Light behoorden en lid waren van verschillende bands, werden de eerste leden van Nona Reeves samen met twee andere lokale muzikanten, Shinobu Morooka, de oude gitarist en componist van de groep, en Koichi Oyama, de bassist van de groep. Beiden hebben de groep verlaten.
In 1996 werd Nona Reeves getekend door Giant Robot Records een dochteronderneming van Under Flower Records. Onder Giant Robot namen ze hun debuutalbum Sidecar op, dat op 13 december 1996 uitkwam.

## Bezetting

### Huidige leden
- Gota Nishidera (zang)
- Kensuke Okuda (gitaar en toetsen)
- Shigeru Komatsu (drums en zang)

### Oud-leden
- Shinobu Morooka (gitaar en compositie)
- Koichi Oyama (bas)

## Discografie

### Studioalbums
| Titel                                             | Datum            | Label                              | Hitnoteringen |
| Titel                                             | Datum            | Label                              | Oricon        |
| ------------------------------------------------- | ---------------- | ---------------------------------- | ------------- |
| Sidecar                                           | 13 december 1996 | Giant Robot (Under Flower Records) | -             |
| Quickly                                           | 25 augustus 1997 | Giant Robot (Under Flower Records) | -             |
| Animation                                         | 5 februari 1999  | Warner Music Japan                 | -             |
| Friday Night                                      | 10 december 1999 | Warner Music Japan                 | -             |
| Destiny                                           | 12 oktober 2000  | Warner Music Japan                 | 64            |
| Nona Reeves                                       | 9 september 2002 | Nippon Columbia                    | -             |
| Sweet Reaction                                    | 23 juli 2003     | Nippon Columbia                    | 128           |
| The Sphynx                                        | 21 oktober 2004  | Tri-M                              | 163           |
| 3×3                                               | 22 februari 2006 | Tokuma Japan Communications        | 180           |
| Daydream Park                                     | 14 februari 2007 | Tokuma Japan Communications        | 117           |
| Go                                                | 4 maart 2009     | Tokuma Japan Communications        | 143           |
| Pop Station                                       | 6 maart 2013     | Billboard Records                  | 80            |
| Forever Forever                                   | 4 juni 2014      | Billboard Records                  | 71            |
| Blackberry Jam                                    | 23 maart 2016    | Billboard Records                  | 65            |
| Mission                                           | 25 oktober 2017  | Warner Music Japan                 | 42            |
| Mirai                                             | 13 maart 2019    | Warner Music Japan                 | 44            |
| Discography                                       | 8 september 2021 | Daydream Park Records              | 41            |
| "-" geeft aan dat er geen hitnotering is geweest. |                  |                                    |               |

### Ep's
| Titel        | Datum            | Label                       |
| ------------ | ---------------- | --------------------------- |
| Golf         | 22 november 1997 | Warner Music Japan          |
| Warner Music | 25 maart 1998    | Warner Music Japan          |
| Tomei Girl   | 21 juli 2005     | Tokuma Japan Communications |

### Singles
| Titel                                             | Datum            | Label                       | Hitnoteringen |
| Titel                                             | Datum            | Label                       | Oricon        |
| ------------------------------------------------- | ---------------- | --------------------------- | ------------- |
| Bad Girl                                          | 25 augustus 1999 | Warner Music Japan          | -             |
| Stop Me                                           | 10 november 1999 | Warner Music Japan          | -             |
| My Lovely Nona                                    | 10 december 1999 | AKA-bounce                  | -             |
| DJ!DJ! ~Todokanu omoi~ (feat. YOU THE ROCK)       | 13 maart 2000    | Warner Music Japan          | 67            |
| Love Together                                     | 23 maart 2000    | Warner Music Japan          | -             |
| Love Together ~PaRappa the Rapper MIX~            | 9 mei 2001       | Warner Music Japan          | 74            |
| I Love Your Soul                                  | 7 november 2001  | Warner Music Japan          | -             |
| Enjoyee! (Your Lifetime)                          | 21 augustus 2002 | Nippon Columbia             | -             |
| Changin’ (feat. YOU THE ROCK)                     | 2 juli 2003      | Nippon Columbia             | -             |
| New Soul / Rhythm Night                           | 23 juni 2004     | Tokuma Japan Communications | -             |
| Love Alive                                        | 23 november 2005 | Tokuma Japan Communications | 174           |
| Do_It_Again                                       | 3 december 2008  | Tokuma Japan Communications | -             |
| Daydream Park                                     | 7 januari 2009   | Tokuma Japan Communications | -             |
| Hey, Everybody!                                   | 4 februari 2009  | Tokuma Japan Communications | -             |
| Disco Amigo                                       | 20 december 2020 | Daydream Park Records       | 165           |
| Seventeen                                         | 17 juni 2021     | Daydream Park Records       | 165           |
| "-" geeft aan dat er geen hitnotering is geweest. |                  |                             |               |

### Livealbums
| Titel                                             | Datum            | Label            | Hitnoteringen |
| Titel                                             | Datum            | Label            | Oricon        |
| ------------------------------------------------- | ---------------- | ---------------- | ------------- |
| Hippy Christmas / Live Twelve                     | 16 november 2011 | Fly High Records | 176           |
| Hippy Christmas / Live Thirteen                   | 19 december 2012 | Fly High Records | 275           |
| Hippy Christmas / Live Fourteen                   | 29 januari 2014  | Fly High Records | -             |
| "-" geeft aan dat er geen hitnotering is geweest. |                  |                  |               |

### Coveralbums
| Titel                                             | Datum           | Label             | Hitnoteringen |
| Titel                                             | Datum           | Label             | Oricon        |
| ------------------------------------------------- | --------------- | ----------------- | ------------- |
| Choice                                            | 8 juni 2008     | Billboard Records | 133           |
| Choice II                                         | 6 juni 2012     | Billboard Records | 191           |
| Choice III                                        | 5 november 2014 | Billboard Records | 186           |
| "-" geeft aan dat er geen hitnotering is geweest. |                 |                   |               |

### Remixalbums
| Titel                            | Datum           | Label              |
| -------------------------------- | --------------- | ------------------ |
| Cherish! Nona Reeves The Remixes | 7 november 2001 | Warner Music Japan |

### Compilatiealbums
| Titel                                                  | Datum            | Label                       | Hitnoteringen |
| Titel                                                  | Datum            | Label                       | Oricon        |
| ------------------------------------------------------ | ---------------- | --------------------------- | ------------- |
| Greatest Hits / Book One                               | 19 december 2001 | Warner Music Japan          | -             |
| Free Soul of Nona Reeves                               | 14 december 2006 | Tokuma Japan Communications | -             |
| Warner Music Years / The Best of Nona Reeves 1997-2001 | 8 juni 2008      | Crystal City                | 204           |
| Columbia & Tokuma Years 2002-2009                      | 15 februari 2012 | Crystal City                | 224           |
| Pop’N Soul 20 - The Very Best of Nona Reeves           | 8 maart 2017     | Warner Music Japan          | 46            |
| Billboard Best 2011-2016                               | 14 juni 2017     | Billboard Records           | 147           |
| "-" geeft aan dat er geen hitnotering is geweest.      |                  |                             |               |